# Václav Suchánek
Václav Suchánek byl zvukař, zvukový mistr. Byl manželem herečky Věry Petákové.

## Povolání
Od začátku 70. let do začátku 80. let zvukař Filmového studia Barrandov Dabing. V roce 1968 společně s Tomášem Bělohradským po zvukařské stránce vyprojektovali nově otevírané druhé nahrávací studio Sparta v Michli. Následující přehled obsahuje pouze nemnoho dostupných informací o celovečerních filmech.

## Neúplný přehled
- 1981 Přinutím vás žít
- 1980 Fantastická cesta balónem
- 1980 Smělé inkognito
- 1980 Smrt darebáka
- 1979 Past v horách
- 1979 Sympatický dareba
- 1979 Ve státním zájmu
- 1978 Milión vrahových očí
- 1978 Situace je vážná, nikoli však zoufalá!
- 1977 Finist, jasný sokol [kinodabing]
- 1977 Zlatá Sindibádova cesta [kinodabing]
- 1976 Fantomas
- 1976 Velké city dělají dobrou chuť [kinodabing]
- 1975 Krysy z temnot
- 1975 Život plný malérů
- 1974 Veselí chlapíci
- 1973 Jo [kinodabing]
- 1973 Měl jsem dvaatřicet jmen
- 1973 Pruhovaná plavba [dabing ČST]
- 1973 Srdce je osamělý lovec [dabing ČST]
- 1973 Waterloo
- 1972 Přátelé z džungle
- 1972 Velký flám
- 1971 Báječná Angelika
- 1971 Vrah je v domě
- 1970 Největší případ komisaře Maigreta
- 1970 Smrtelný omyl [kinodabing]
- 1970 Zatracená kočka